# Ремки
Ре́мки (каз. Ремки) — село у складі Бородуліхинського району Абайської області Казахстану. Входить до складу Переменовського сільського округу.
Населення — 55 осіб (2021; 89 у 2009, 158 у 1999, 247 у 1989).
Національний склад станом на 1989 рік:
- казахи — 75 %